# Riccia aliafia
Riccia aliafia là một loài bướm đêm thuộc phân họ Arctiinae, họ Erebidae.